# Jacopo Gattilusio

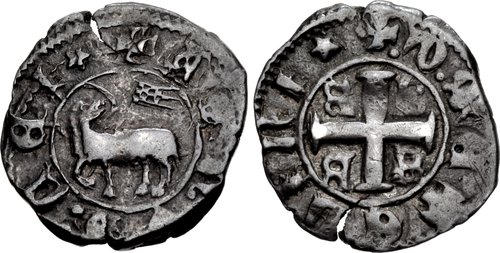
Grosseto d'argento di Jacopo, con l'Agnus Dei e la croce dei Paleologi.

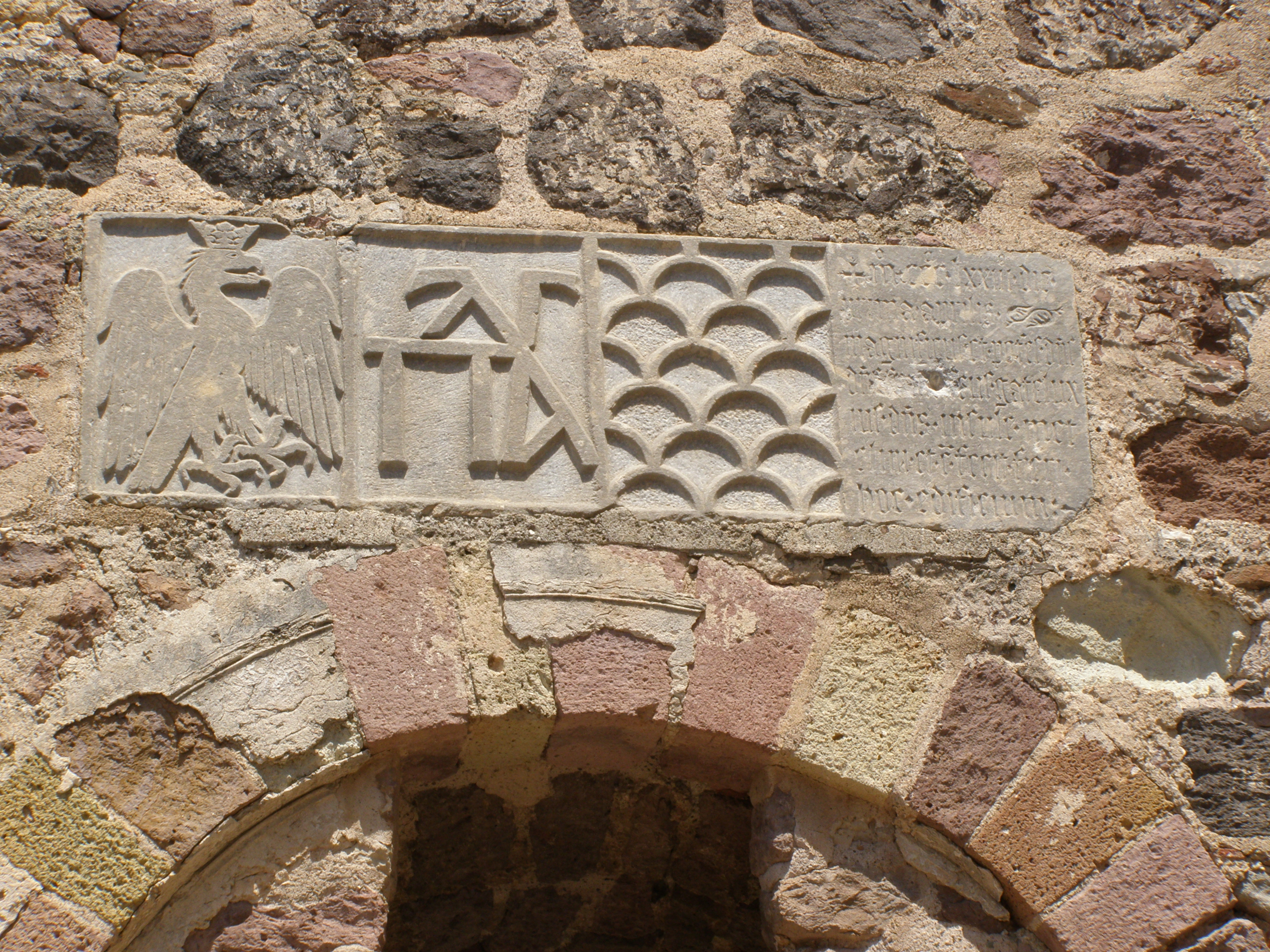
Bassorilievo sul Castello di Mitilene, che mostra l'aquila dei Doria a sinistra, il monogramma di famiglia dei Paleologi al centro e lo stemma dei Gattilusio a destra.

Jacopo Gattilusio (Mitilene, 1390 circa – 1428) è stato un politico italiano che fu signore di Lesbo dal 1384 alla sua morte.

## Biografia
Jacopo Gattilusio era il figlio maggiore di Francesco II di Lesbo, e succedette al padre come signore di Lesbo il 26 ottobre 1404.
Lo storico inglese William Miller ha sintetizzato la politica di Jacopo, come sovrano semi-autonomo: favoriva gli interessi della Repubblica di Genova quando erano in conflitto con quelli veneziani, ma cooperava con entrambi quando mostravano di unirsi contro i suoi vicini, gli Ottomani. Per esempio, aiutò Centurione II Zaccaria, principe di Acaia contro i Tocco di Cefalonia e Zante.
Non ebbe figli maschi, così alla sua morte gli succedette il fratello minore Dorino I Gattilusio.
Jacopo si sposò con Bona Grimaldi. Della coppia è nota solo una figlia:
- La figlia sposò Nicola Crispo signore di Siro, che era figlio di Francesco I Crispo del duca di Nasso.

Niccolò cita Jacopo come suo suocero nella sua corrispondenza a partire dal 1426. Tuttavia il nome della moglie rimane sconosciuto. Niccolò ebbe undici figli ma i nomi della o delle madri sono ignoti.
Un resoconto di Caterino Zeno datato 1474 cita Niccolò come sposato con Valenza Megali Comnena, una supposta sorella di Giovanni IV di Trebisonda. I genealogisti hanno discusso se questo significa che Niccolò ha preso una seconda moglie o che Zeno sia in errore.

## Ascendenza
|                                           |                                  |                                             | Genitori                                    |  |  | Nonni |  |  | Bisnonni      |  |  | Trisnonni           |  |
|                                           |                                  |                                             |                                             |  |  |       |  |  | N. Gattilusio |  |  | Luchetto Gattilusio |  |
|                                           |                                  |                                             |                                             |  |  |       |  |  | N. Gattilusio |  |  | Luchetto Gattilusio |  |
|                                           |                                  | Eleonora Doria                              |                                             |  |  |       |  |  | N. Gattilusio |  |  |                     |  |
| Francesco I Gattilusio, signore di Lesbo  |                                  |                                             |                                             |  |  |       |  |  | N. Gattilusio |  |  |                     |  |
|                                           |                                  | …                                           | …                                           |  |  |       |  |  |               |  |  |                     |  |
|                                           |                                  | …                                           | …                                           |  |  |       |  |  |               |  |  |                     |  |
|                                           |                                  | …                                           | …                                           |  |  |       |  |  |               |  |  |                     |  |
| Francesco II Gattilusio, signore di Lesbo |                                  | …                                           |                                             |  |  |       |  |  |               |  |  |                     |  |
|                                           |                                  | Andronico III Paleologo, basileus dei Romei | Michele IX Paleologo, co-basileus dei Romei |  |  |       |  |  |               |  |  |                     |  |
|                                           |                                  | Andronico III Paleologo, basileus dei Romei | Michele IX Paleologo, co-basileus dei Romei |  |  |       |  |  |               |  |  |                     |  |
|                                           |                                  | Andronico III Paleologo, basileus dei Romei | Rita d'Armenia                              |  |  |       |  |  |               |  |  |                     |  |
| Irene Paleologa                           |                                  | Andronico III Paleologo, basileus dei Romei |                                             |  |  |       |  |  |               |  |  |                     |  |
|                                           |                                  | Anna di Savoia                              | Amedeo V, conte di Savoia                   |  |  |       |  |  |               |  |  |                     |  |
|                                           |                                  | Anna di Savoia                              | Amedeo V, conte di Savoia                   |  |  |       |  |  |               |  |  |                     |  |
|                                           |                                  | Anna di Savoia                              | Maria di Brabante                           |  |  |       |  |  |               |  |  |                     |  |
| Jacopo Gattilusio, signore di Lesbo       |                                  | Anna di Savoia                              |                                             |  |  |       |  |  |               |  |  |                     |  |
|                                           | Dorino I Doria, signore di Loano | Corrado I Doria, signore di Loano           |                                             |  |  |       |  |  |               |  |  |                     |  |
|                                           | Dorino I Doria, signore di Loano | Corrado I Doria, signore di Loano           |                                             |  |  |       |  |  |               |  |  |                     |  |
|                                           | Dorino I Doria, signore di Loano | Ginevra Doria                               |                                             |  |  |       |  |  |               |  |  |                     |  |
| Dorino II Doria, signore di Loano         | Dorino I Doria, signore di Loano |                                             |                                             |  |  |       |  |  |               |  |  |                     |  |
|                                           |                                  | Ginevra N.                                  | …                                           |  |  |       |  |  |               |  |  |                     |  |
|                                           |                                  | Ginevra N.                                  | …                                           |  |  |       |  |  |               |  |  |                     |  |
|                                           |                                  | Ginevra N.                                  | …                                           |  |  |       |  |  |               |  |  |                     |  |
| Valentina Doria                           |                                  | Ginevra N.                                  |                                             |  |  |       |  |  |               |  |  |                     |  |
|                                           |                                  | Brancaleone II Doria, conte di Monteleone   | Brancaleone I Doria                         |  |  |       |  |  |               |  |  |                     |  |
|                                           |                                  | Brancaleone II Doria, conte di Monteleone   | Brancaleone I Doria                         |  |  |       |  |  |               |  |  |                     |  |
|                                           |                                  | Brancaleone II Doria, conte di Monteleone   | Giacomina N.                                |  |  |       |  |  |               |  |  |                     |  |
| Violante Doria                            |                                  | Brancaleone II Doria, conte di Monteleone   |                                             |  |  |       |  |  |               |  |  |                     |  |
|                                           |                                  | Eleonora, giudicessa d'Arborea              | Mariano IV, giudice d'Arborea               |  |  |       |  |  |               |  |  |                     |  |
|                                           |                                  | Eleonora, giudicessa d'Arborea              | Mariano IV, giudice d'Arborea               |  |  |       |  |  |               |  |  |                     |  |
|                                           |                                  | Eleonora, giudicessa d'Arborea              | Timbora di Roccaberti                       |  |  |       |  |  |               |  |  |                     |  |
|                                           |                                  | Eleonora, giudicessa d'Arborea              |                                             |  |  |       |  |  |               |  |  |                     |  |